# Hiroshi Nanami
 (mai 2025).
Si vous disposez d'ouvrages ou d'articles de référence ou si vous connaissez des sites web de qualité traitant du thème abordé ici, merci de compléter l'article en donnant les références utiles à sa vérifiabilité et en les liant à la section « Notes et références ».
Hiroshi Nanami (名波浩, Nanami Hiroshi), né le 28 novembre 1972 à Fujieda, est un footballeur japonais des années 1990 et 2000.

## Biographie
En tant que milieu, Hiroshi Nanami est international japonais à 67 reprises (1995-2001) pour 9 buts.
Il participe à la Coupe d'Asie 1996, où il est titulaire dans tous les matchs et il inscrit un but contre l'Ouzbékistan à la 7e minute. Le Japon est éliminé en quarts de finale.
Il participe aussi à la Coupe du monde de football de 1998, en France, en étant titulaire dans les trois matchs, mais le Japon est éliminé au premier tour. Il prend au passage un carton jaune à la 41e minute face à la Croatie.
Il participe aussi à la Copa América 1999 et est titulaire dans tous les matchs, mais le Japon est éliminé au premier tour.
Sa dernière compétition avec la sélection est la Coupe d'Asie 2000. Titulaire à tous les matchs, il inscrit trois buts dans ce tournoi (un contre l'Arabie saoudite et deux contre l'Irak). Il remporte le tournoi et en est élu meilleur joueur, récompensant ses trois buts et son rôle dans la victoire de son équipe.
Il joue dans différents clubs japonais (Cerezo Osaka, Tokyo Verdy 1969 et Júbilo Iwata), remportant trois J-League, une coupe du Japon et de la Ligue, une Ligue des champions asiatique et une supercoupe d’Asie. Il fait partie de la J-League Best Eleven en 1996, en 1997, en 1998 et en 2002.
Il joue une saison en Italie, à Venezia Calcio, en 1999-2000. Il termine 16e de Serie A, relégable et descendant en Serie B, et est demi-finaliste de la Coupe d'Italie.

## Palmarès
- Coupe d'Asie des nations de football
  - Vainqueur en 2000
- Championnat du Japon de football D2
  - Vice-champion en 2007
- Championnat du Japon de football
  - Champion en 1997, en 1999 et en 2002
  - Vice-champion en 1998, en 2001 et en 2003
- Coupe du Japon de football
  - Vainqueur en 2003
  - Finaliste en 2004
- Coupe de la Ligue japonaise de football
  - Vainqueur en 1998
  - Finaliste en 1997
- Ligue des Champions de l'AFC
  - Vainqueur en 1999
  - Finaliste en 2001
- Supercoupe d'Asie
  - Vainqueur en 1999